# 職場復帰支援の手引き
職場復帰支援の手引き（しょくばふっきしえんのてびき）は厚生労働省が公開している、広義の精神障害により休職した労働者をスムーズに職場復帰させるための資料である。ガイドラインや指針という位置づけではなく、資料という位置づけで、行政もその内容の実施を事業者に対して指導しているわけではなく、内容の周知を図っている。

## 概要
正式名称は「心の健康問題により休業した労働者の職場復帰支援の手引き」である。本来の読者としては職場復帰を行う本人ではなく、事業者、人事労務担当者、産業医などの産業保健スタッフなどを対象としている。ただ、本人や家族、主治医にとっても参照することで、職場復帰を円滑に進めるための資料とすることが可能であろう。
2004年（平成16年）に日本の厚生労働省から中央労働災害防止協会（中災防）への委託事業によって作成され、厚生労働省、中央労働災害防止協会などのwebサイトに公開されている。いわゆる行政指導の対象ではなく、国（厚生労働省）はこれを事業者に対して周知を図っているというものである。2009年（平成21年）3月に大幅な改訂が行われた。
基本的に職場復帰の流れを、休職する時点から職場復帰後の配慮期間までの5つのステップに分けている。
対象となる労働者はすべての心の健康問題により休業した労働者であり、職場復帰の対象となるのは制限又は配慮された仕事をすることが可能であり、職場復帰することが治療の支障にならないものである。そして、その判断は医学的に行われるべきとされている。
改訂版についての詳細な解説書が中災防から出されている。